# Llista de monuments de Torrelles de Llobregat
Llista de monuments de Torrelles de Llobregat inclosos en l'Inventari del Patrimoni Arquitectònic Català per al municipi de Torrelles de Llobregat (Baix Llobregat). Inclou els inscrits en el Registre de Béns Culturals d'Interès Nacional (BCIN) amb la classificació de monuments històrics i els Béns Culturals d'Interès Local (BCIL) de caràcter arquitectònic.
| Monument                                         | Protecció | Estil/època              | Localització                                          | Coordenades                                          | Codi?     | Imatge |
| ------------------------------------------------ | --------- | ------------------------ | ----------------------------------------------------- | ---------------------------------------------------- | --------- | --- |
| Església parroquial de Sant Martí de Torrelles   |           | Historicisme 1895-1900   | Torrelles de Llobregat Pl. de l'Església              | 41° 21′ 33″ N, 1° 58′ 53″ E / 41.359228°N,1.981471°E | IPA-19359 | Església parroquial de Sant Martí de Torrelles (Torrelles de Llobregat) · Vegeu més fotos d'aquest monument · Carregueu una nova foto d'aquest monument |
| Rectoria                                         |           | Eclecticisme XIX         | Torrelles de Llobregat Pl. de l'Església              | 41° 21′ 33″ N, 1° 58′ 54″ E / 41.359109°N,1.981595°E | IPA-19360 | Rectoria (Torrelles de Llobregat) · Vegeu més fotos d'aquest monument · Carregueu una nova foto d'aquest monument                                       |
| Torre a la plaça de l'Església, 6                |           | Modernisme XX Inici      | Torrelles de Llobregat Pl. de l'Església, 6           | 41° 21′ 34″ N, 1° 58′ 56″ E / 41.359392°N,1.982170°E | IPA-19361 | Torre a la plaça de l'Església, 6 (Torrelles de Llobregat) · Vegeu més fotos d'aquest monument · Carregueu una nova foto d'aquest monument              |
| Villa Pilar                                      |           | Noucentisme XX           | Torrelles de Llobregat C. J. Sostres, 7               | 41° 21′ 23″ N, 1° 58′ 58″ E / 41.356273°N,1.982662°E | IPA-19362 | Villa Pilar (Torrelles de Llobregat) · Vegeu més fotos d'aquest monument · Carregueu una nova foto d'aquest monument                                    |
| Can Soler                                        |           | Noucentisme XX           | Torrelles de Llobregat C. J. Sostres - C. Sant Isidre | 41° 21′ 22″ N, 1° 58′ 57″ E / 41.356170°N,1.982386°E | IPA-19363 | Can Soler (Torrelles de Llobregat) · Vegeu més fotos d'aquest monument · Carregueu una nova foto d'aquest monument                                      |
| Cases del carrer Major, 15-17                    |           | Modernisme XX Inici      | Torrelles de Llobregat C. Major, 15-17                | 41° 21′ 32″ N, 1° 58′ 53″ E / 41.358871°N,1.981512°E | IPA-19364 | Cases del carrer Major, 15-17 (Torrelles de Llobregat) · Vegeu més fotos d'aquest monument · Carregueu una nova foto d'aquest monument                  |
| Casa del carrer Major, 9                         |           | Noucentisme XX Mitjan    | Torrelles de Llobregat C. Major, 9                    | 41° 21′ 32″ N, 1° 58′ 54″ E / 41.358951°N,1.981627°E | IPA-19365 | Casa del carrer Major, 9 (Torrelles de Llobregat) · Vegeu més fotos d'aquest monument · Carregueu una nova foto d'aquest monument                       |
| Can Camps, ara Biblioteca Municipal Pompeu Fabra |           | Historicisme XIX         | Torrelles de Llobregat C. Major, 8                    | 41° 21′ 30″ N, 1° 58′ 51″ E / 41.358382°N,1.980872°E | IPA-19366 | Can Camps (Torrelles de Llobregat) · Vegeu més fotos d'aquest monument · Carregueu una nova foto d'aquest monument                                      |
| Casa modernista del carrer Major, 34             |           | Modernisme XX Inici      | Torrelles de Llobregat C. Major, 34                   | 41° 21′ 26″ N, 1° 58′ 51″ E / 41.357238°N,1.980806°E | IPA-19367 | Casa modernista del carrer Major, 34 (Torrelles de Llobregat) · Vegeu més fotos d'aquest monument · Carregueu una nova foto d'aquest monument           |
| Casa modernista del carrer Major, 71             |           | Modernisme XX Inici      | Torrelles de Llobregat C. Major, 71                   | 41° 21′ 23″ N, 1° 58′ 50″ E / 41.356405°N,1.980620°E | IPA-19368 | Casa modernista del carrer Major, 71 (Torrelles de Llobregat) · Vegeu més fotos d'aquest monument · Carregueu una nova foto d'aquest monument           |
| Masia amb elements decoratius modernistes        |           | Modernisme, obra popular | Torrelles de Llobregat C. Sant Isidre, 4              | 41° 21′ 23″ N, 1° 58′ 56″ E / 41.356251°N,1.982163°E | IPA-19369 | Masia amb elements decoratius modernistes (Torrelles de Llobregat) · Vegeu més fotos d'aquest monument · Carregueu una nova foto d'aquest monument      |
| Cal Ramon                                        |           | Eclecticisme XIX, XX     | Torrelles de Llobregat C. Sant Pau, 1                 | 41° 21′ 30″ N, 1° 58′ 53″ E / 41.358280°N,1.981414°E | IPA-19370 | Cal Ramon (Torrelles de Llobregat) · Vegeu més fotos d'aquest monument · Carregueu una nova foto d'aquest monument                                      |
| Can Coll                                         |           | Obra popular             | Torrelles de Llobregat Carrer del Raval               | 41° 21′ 14″ N, 1° 58′ 33″ E / 41.353936°N,1.975818°E | IPA-19371 | Can Coll (Torrelles de Llobregat) · Vegeu més fotos d'aquest monument · Carregueu una nova foto d'aquest monument                                       |
| Cal Güell                                        |           | Obra popular XVIII       | Torrelles de Llobregat Passat les Cases del Frare     | 41° 21′ 24″ N, 1° 57′ 42″ E / 41.356638°N,1.961663°E | IPA-19372 | Cal Güell (Torrelles de Llobregat) · Vegeu més fotos d'aquest monument · Carregueu una nova foto d'aquest monument                                      |
| Cal Mas                                          |           | Obra popular XVIII       | Torrelles de Llobregat A l'esquerra de la riera       | 41° 21′ 34″ N, 1° 57′ 51″ E / 41.359570°N,1.964145°E | IPA-19374 | Cal Mas (Torrelles de Llobregat) · Vegeu més fotos d'aquest monument · Carregueu una nova foto d'aquest monument                                        |
| Can Roig                                         |           | Obra popular XVI         | Torrelles de Llobregat A l'entrada del poble          | 41° 21′ 49″ N, 1° 58′ 59″ E / 41.363548°N,1.982961°E | IPA-19376 | Can Roig (Torrelles de Llobregat) · Vegeu més fotos d'aquest monument · Carregueu una nova foto d'aquest monument                                       |
| Can Pau Ollé, Can Xafarroques                    |           | Obra popular             | Torrelles de Llobregat                                | 41° 20′ 42″ N, 1° 56′ 50″ E / 41.344882°N,1.947160°E | IPA-19446 | Can Pau Ollé (Torrelles de Llobregat) · Vegeu més fotos d'aquest monument · Carregueu una nova foto d'aquest monument                                   |
| Can Carcana, Can Pesca, Can Blai, Can Mero       |           | Obra popular             | Torrelles de Llobregat                                | 41° 20′ 46″ N, 1° 56′ 55″ E / 41.346061°N,1.948528°E | IPA-19447 | Carregueu una nova foto d'aquest monument |
| Habitatges al carrer Major, 20-22                |           | Modernisme               | Torrelles de Llobregat C. Major, 20-22                | 41° 21′ 28″ N, 1° 58′ 51″ E / 41.357700°N,1.980901°E | IPA-19448 | Habitatges al carrer Major, 20-22 (Torrelles de Llobregat) · Vegeu més fotos d'aquest monument · Carregueu una nova foto d'aquest monument              |
| Creu del Querol, creu de terme                   |           | Obra popular XX          | Torrelles de Llobregat i Sant Climent de Llobregat    | 41° 21′ 15″ N, 1° 59′ 39″ E / 41.354158°N,1.994231°E | IPA-30857 | Creu del Querol (Torrelles de Llobregat i Sant Climent de Llobregat) · Vegeu més fotos d'aquest monument · Carregueu una nova foto d'aquest monument    |
| Molí d'en Güell                                  |           | Obra popular, modernisme | Torrelles de Llobregat                                | 41° 21′ 01″ N, 1° 58′ 33″ E / 41.350141°N,1.975831°E | IPA-19373 | Molí d'en Güell (Torrelles de Llobregat) · Vegeu més fotos d'aquest monument · Carregueu una nova foto d'aquest monument                                |